# Кубок залива Петра Великого
«Ку́бок зали́ва Петра́ Вели́кого» (КЗПВ) — ежегодная всероссийская парусная регата, проводящаяся с 1986 года на акватории залива Петра Великого (близ Владивостока). С 2002 года КЗПВ имеет статус чемпионата России в классе «Конрад-25». Соревнования, как правило, состоят из пяти гонок протяжённостью от 20 до 220 морских миль. Общая дистанция соревнований — около 500 морских миль.
Регату проводит Федерация парусного спорта Приморского края на базе владивостокского яхт-клуба «Семь Футов».

## Победители и призёры
| место |
| ----- |
| I     |
| II    |
| III   |

| 1988          |
| ------------- |
| М. Павельев   |
| А. Михайлов   |
| Ю. Нисковский |

| 1989       |
| ---------- |
| Я. Кливер  |
| Н. Клейман |
| М. Петрига |

| 1990       |
| ---------- |
| Н. Клейман |
| С. Иванов  |
| В. Батыгин |

| место |
| ----- |
| I     |
| II    |
| III   |

| 1991        |
| ----------- |
| М. Павельев |
| В. Побалков |
| Н. Клейман  |

| 1992        |
| ----------- |
| А. Михайлов |
| Д. Нацвин   |
| А. Папруга  |

| 1993        |
| ----------- |
| Н. Клейман  |
| Д. Берёзкин |
| А. Михайлов |

| 1994        |
| ----------- |
| А. Михайлов |
| Н. Клейман  |
| В. Прядко   |

| 1995        |
| ----------- |
| Н. Клейман  |
| В. Ларионов |
| А. Михайлов |

| 1996        |
| ----------- |
| М. Павельев |
| Г. Мурашко  |
| Г. Степанян |

| 1997        |
| ----------- |
| Г. Степанян |
| Н. Клейман  |
| Ю. Сухарев  |

| 1998        |
| ----------- |
| Г. Степанян |
| А. Осипенко |
| Г. Чуев     |

| 1999         |
| ------------ |
| Г. Степанян  |
| М. Логутенко |
| Д. Нацвин    |

| 2000          |
| ------------- |
| М. И. Ермаков |
| Н. Клейман    |
| С. Иванов     |

| место |
| ----- |
| I     |
| II    |
| III   |

| 2001        |
| ----------- |
| А. Михайлов |
| Г. Степанян |
| Д. Нацвин   |

| 2002          |
| ------------- |
| И. М. Ермаков |
| А. Михайлов   |
| М. И. Ермаков |

| 2003        |
| ----------- |
| Д. Нацвин   |
| С. Иванов   |
| Г. Степанян |

| 2004         |
| ------------ |
| М. Логутенко |
| Д. Нацвин    |
| Г. Степанян  |

| 2005         |
| ------------ |
| С. Курысь    |
| А. Никандров |
| Д. Нацвин    |

| 2006         |
| ------------ |
| Г. Степанян  |
| Д. Нацвин    |
| Е. Никифоров |

| 2007         |
| ------------ |
| М. Логутенко |
| Д. Нацвин    |
| А. Михайлов  |

| 2008          |
| ------------- |
| Н. Королёв    |
| С. Курысь     |
| И. Соловейчик |

| 2009          |
| ------------- |
| Г. Назаров    |
| В. М. Ермаков |
| С. Иванов     |

| 2010          |
| ------------- |
| В. Ходырев    |
| Д. Самойленко |
| Г. Назаров    |

| место |
| ----- |
| I     |
| II    |
| III   |

| 2011        |
| ----------- |
| Н. Королёв  |
| А. Некрасов |
| И. Васильев |

| 2012          |
| ------------- |
| И. М. Ермаков |
| В. М. Ермаков |
| Н. Королёв    |

| 2013          |
| ------------- |
| Д. Самойленко |
| Г. Брант      |
| Г. Назаров    |

| 2014        |
| ----------- |
| А. Папруга  |
| А. Некрасов |
| Г. Назаров  |

| 2015          |
| ------------- |
| А. Папруга    |
| И. М. Ермаков |
| Д. Самойленко |

| 2016         |
| ------------ |
| Г. Назаров   |
| К. Литвинцев |
| С. Курысь    |

| 2017       |
| ---------- |
| Д. Ходырев |
| С. Иванов  |
| А. Победин |

| 2018          |
| ------------- |
| Д. Ходырев    |
| Д. Самойленко |
| С. Иванов     |

| 2019          |
| ------------- |
| И. Соловейчик |
| А. Победин    |
| Д. Ходырев    |

| место |
| ----- |
| I     |
| II    |
| III   |

| 2021          |
| ------------- |
| Д. Ходырев    |
| И.М. Ермаков  |
| Н. Стральский |